# Grovane Station
Grovane Station (Grovane stasjon) er en jernbanestation på Sørlandsbanen, der ligger i Vennesla kommune i Vest-Agder i Norge. Den betjenes ikke længere af de ordinære tog men er til gengæld udgangspunkt for veterantog på Setesdalsbanen til Røyknes.
Stationen blev anlagt som en del af den smalsporede Setesdalsbanen fra Kristiansand til Byglandsfjord, der åbnede i 1896. I 1938 blev Sørlandsbanen forlænget fra Nelaug til Grovane og videre ad Setesdalsbanens strækning til Kristiansand, der blev ombygget til normalspor. Den resterende del af Setesdalsbanen mellem Grovane og Byglandsfjord forblev imidlertid smalsporet, så passagerer måtte skifte og gods læsses om i Grovane. Samtidig betød stationens nye status som endestation for Setesdalsbanen, at den blev udstyret med remise og værksted for lokomotiver.
Setesdalsbanen blev nedlagt i 1962, men efterfølgende lykkedes det imidlertid jernbaneentusiaster at bevare strækningen mellem Grovane og Beihølen til brug for kørsel med veterantog. I Grovane blev treskinnesporet fjernet omkring 1970, men det blev senere genetableret. Stationen er i dag den eneste i Norge, hvor treskinnespor forekommer. Store dele af anlæggene fra tiden med skift mellem normalspor og smalspor er desuden stadig intakte, og det er besluttet at rekonstruere de manglende dele. I den anden ende blev Setedalsbanen forlænget til Røyknes i 2004, så den nu er på 8 km. De mere end hundrede år gamle damplokomotiver er trækkraft og er i fast drift i sommermånederne.